# Hampala
Hampala és un gènere de peixos de la família dels ciprínids i de l'ordre dels cipriniformes.

## Taxonomia
- Hampala ampalong (Bleeker, 1852)[3]
- Hampala bimaculata (Popta, 1905)
- Hampala dispar (Smith, 1934)
- Hampala lopezi (Herre, 1924)
- Hampala macrolepidota (van Hasselt, 1823)
- Hampala sabana (Inger & Chin, 1962)
- Hampala salweenensis (Doi & Taki, 1994)[4][5][6][7][8][9][10]